# Política de seguridad democrática

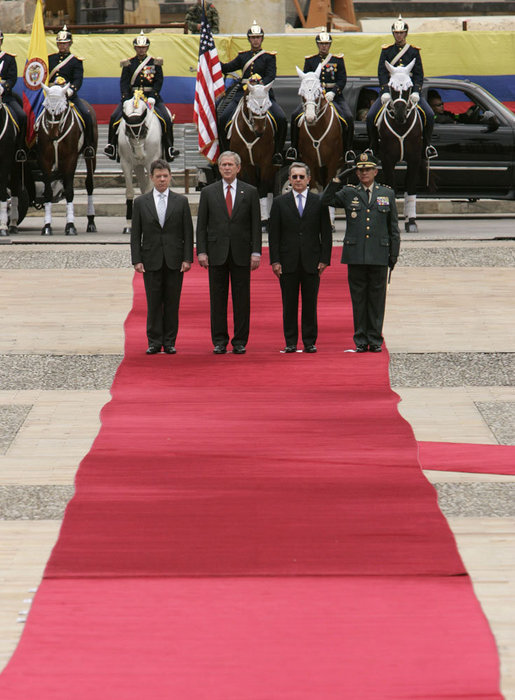
La cooperación militar estadounidense ha ayudado a consolidar la política de seguridad democrática en Colombia. Imagen: Visita del expresidente estadounidense George W. Bush a Colombia.

La política de seguridad democrática en Colombia fue una política gubernamental del expresidente Álvaro Uribe (2002-2010) que propuso un papel más activo de la sociedad colombiana dentro de la lucha del Estado y de sus órganos de seguridad frente a la amenaza de grupos insurgentes y otros grupos armados ilegales en el marco del conflicto armado interno en Colombia.
La política de seguridad democrática plantea que existe la necesidad de fortalecer las actividades y presencia de los órganos de seguridad a lo largo del territorio nacional, y que al mismo tiempo debe ser la sociedad y no solo los órganos de seguridad quien debe colaborar para obtener un éxito militar satisfactorio frente a los grupos armados al margen de la ley, que lleve a la desmovilización o rendición de sus miembros.
Fue presentado por el presidente y la ministra de Defensa, Marta Lucía Ramírez, en el departamento de Putumayo el 29 de junio de 2003, siendo uno de los pilares del programa de gobierno de Uribe. Los avances en materia de seguridad, reducción en los índices de violencia, reducción de grupos armados ilegales y control territorial en el periodo 2002 a 2010 son considerados el logro más importante de la presidencia de Álvaro Uribe Vélez y e influyeron en que este tuviese altos niveles de popularidad durante ambos mandatos presidenciales; sin embargo, generó críticas entre distintas organizaciones de derechos humanos, relacionadas con abusos en el empleo de la fuerza institucional.

## Propuestas
En su exhaustivo articulado, la PSD diagnosticaba los tipos de amenazas que infligen las diversas “organizaciones armadas ilegales” activas en Colombia, como son el terrorismo, el homicidio, el secuestro y la extorsión, el narcotráfico, el tráfico de armas y las finanzas ilícitas. Fijaba seis “líneas de acción”. Estas eran: 
- La coordinación de todas las actuaciones del Estado a través del Consejo de Seguridad y Defensa Nacional y la Junta de Inteligencia Conjunta;
- El fortalecimiento del sistema judicial y las instituciones armadas y de seguridad (Fuerzas Militares, Policía, aparato de inteligencia militar);
- La recuperación y consolidación del control del territorio nacional que había estado o seguía en manos de guerrilleros y paramilitares;
- La eliminación del negocio de las drogas ilícitas y la desarticulación de las finanzas de las organizaciones narcoterroristas;
- La protección de las personas y las infraestructuras; la promoción de la “cooperación voluntaria y patriótica de los ciudadanos en cumplimiento de sus deberes constitucionales y en aplicación del principio de solidaridad que exige el moderno Estado social de derecho”, a través de redes de cooperantes y programas de recompensas, más el refuerzo de la cooperación internacional en este terreno;
- La comunicación a la población de las políticas y acciones del Estado.

Entre las propuestas mencionadas, se incluye la creación de redes de cooperantes, el ofrecimiento de recompensas a informantes, la estimulación de las deserciones dentro de los grupos armados ilegales, la creación de unidades de soldados campesinos, y el aumento del presupuesto asignado a la defensa nacional con el Plan Colombia y el Plan Patriota.

## Resultados
A la Política de Seguridad Democrática se le atribuyen logros importantes en la mejoría de los índices de violencia de Colombia en el periodo 2002 y 2010, incluyendo reducciones en las cifras anuales de homicidios (-51%), homicidios a Alcaldes (-67%), homicidios a sindicalistas (-84%), homicidios a indígenas (-47%), disminución de atentados terroristas (-71%) y secuestros (-90%), aumento en las incautaciones de coca (+64%), el debilitamiento de las guerrillas de las FARC-EP y el ELN y la retoma de control territorial del Estado colombiano sobre parte de su territorio. Entre otros resultados positivos se incluyen:
- El rescate de 15 secuestrados en la Operación Jaque, que se encontraban en poder de las Fuerzas Armadas Revolucionarias de Colombia (FARC-EP), entre estos 11 soldados, 7 ciudadanos estadounidenses e Íngrid Betancourt.[4]
- La muerte de miembros del Secretariado de las FARC, incluyendo a Raúl Reyes en la Operación Fénix[5] y el asesinato de Iván Ríos a manos de un subordinado, al cuál el gobierno Colombiano engañó y nunca pagó su recompensa, hasta que finalmente en el año 2019 fue asesinado.[6]
- El Gobierno de Colombia registró la desmovilización de 52.403 integrantes de grupos armados ilegales entre 2002 y 2010, 31.671 procedentes de grupos paramilitares, 16.340 perteneciente a las guerrillas y el remanente correspondiente a bandas delincuenciales.[7]

## Críticas y controversias
Una de las críticas de los detractores consiste en que, aunque haya dado algunos resultados en materia de seguridad, la política de seguridad democrática se queda totalmente corta a la hora de enfrentar todos los aspectos del complejo problema de la violencia y del conflicto colombiano. Otra de las críticas considera que al involucrar a la población civil en la defensa activa del Estado se estaría exponiendo a los civiles a un mayor grado de la intensidad del conflicto armado, por parte de todos los grupos armados, incluyendo los falsos positivos que ejecutan algunos miembros de los organismos de seguridad.
Una crítica adicional consistiría en que dicha política no sería más que una versión de la política de seguridad nacional bajo otro nombre. En ese sentido, se plantea que la política de seguridad democrática tendría antecedentes en las políticas de seguridad nacional promovidas en América Latina en las décadas de 1970 y 1980.
Los falsos positivos es como se conoce a las revelaciones hechas desde finales del año 2008 que involucran a miembros del Ejército de Colombia con el asesinato de civiles para hacerlos pasar como guerrilleros muertos en combate dentro del marco del conflicto armado que vive el país. Estos asesinatos tenían como objetivo presentar resultados por parte de las brigadas de combate. A estos casos se les conoce en el Derecho Internacional Humanitario como ejecuciones extrajudiciales y en el Derecho Penal Colombiano como homicidios en persona protegida.
Por dicho escándalo han sido destituidos y judicializados varios oficiales y suboficiales del Ejército y el comandante General Mario Montoya, renunció a su cargo y fue nombrado por el presidente Embajador en República Dominicana. Dichas revelaciones han puesto en tela de juicio algunos procedimientos de la Política de Seguridad Democrática emprendida durante el gobierno del expresidente Álvaro Uribe Vélez, lo que presenta una total contradicción con lo que sucedió con los falsos positivos. 